# ヒラタグモ科
ヒラタグモ科 Urocteridae は、クモ目に所属する分類群の一つで、岩壁などに張り付くように生活するクモの群である。チリグモ科と区別するかどうかは意見が分かれる。

## 特徴
ヒラタグモ科に属するものは、三つの爪を持ち、篩板を持たない。全体に扁平な、中型から小型のクモである。
頭胸部はやや幅広く、盛り上がらず、前の端は眼のある部分（眼域）の幅くらい前に突き出るが、眼そのものはより中央近くにあり、互いに寄り合って配置する。眼は8個、4個ずつ前後二列に配置。前中眼はやや離れるが、前中眼と前側眼はほぼ接する。
腹部もやや平らで、特にはっきりした特徴はない。糸疣は三対、間疣はない。特に後疣が長くなり、先端が内側向きに少し曲がる。その間に肛門のある部分（肛丘）が丸く盛り上がり、周囲に多数の毛を持っているのも特徴の一つになっている。
歩脚はやや頑丈で、四脚ともほぼ同じくらいの長さだが、その配置が特異である。おおよそは前二対が前向き、後ろ二対が後ろ向きに、全体としては放射状に伸びる。だが、普通は素直に前を向くか、先端へ向かうに連れて内側に曲がるものが、この科のものでは外側に曲がっている。このような配置を取るのは、他にチリグモ科があるくらいである。

## 習性
壁面に張り付いて活動するもので、野外では岩壁や大きな石の裏面等に生息し、一部は人家の壁にも見られる。
普通は薄い膜を重ねたような、背の低いテント状の住居を造り、その外に受信糸を張り巡らせて獲物を待つ。獲物がこれに触れるとクモは出てきて、獲物の周りを回りながら糸をかけ、それから捕獲する。

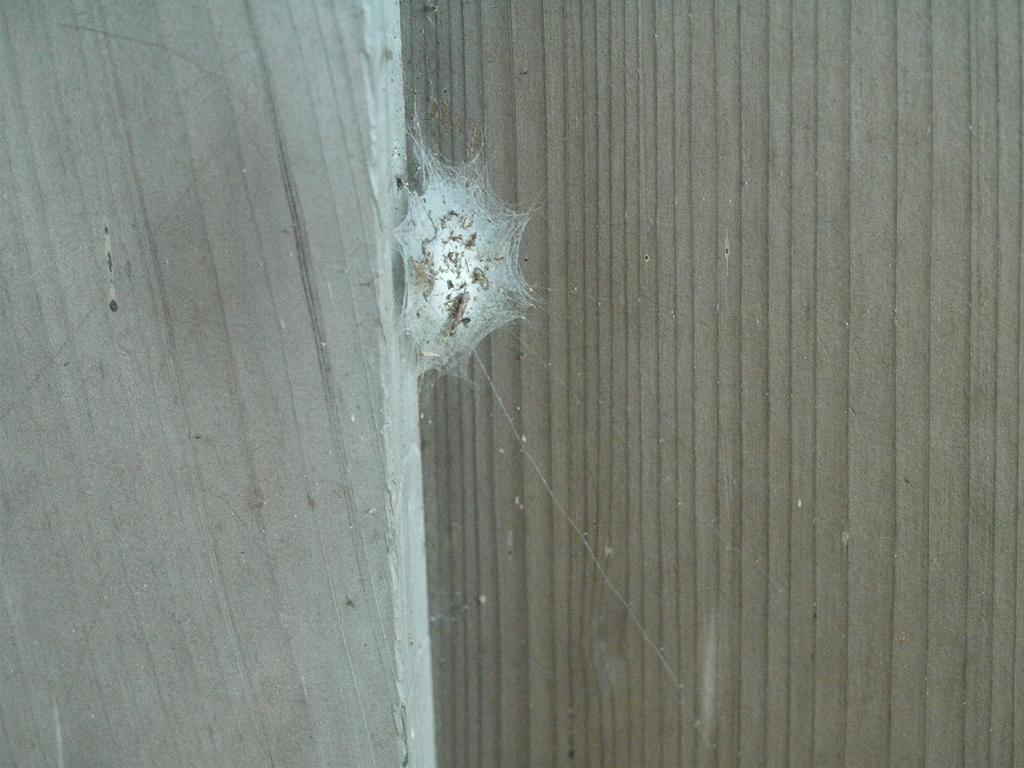
ヒラタグモの巣
周囲に受信糸が見える

## 分類
この科は形態的にはチリグモ科のものによく似ている。しかしチリグモ科のものには篩板があることから、かつては全く別の系統に含まれるものと考えられてきた。ただ、この二つの科の類似は大まかな外形や生息環境のみでなく、歩脚の配置、肛門周囲の毛の配列、巣や獲物のとらえ方にまで及ぶことから、単なる収斂で片付けるには似すぎているという面がある。
その後、篩板の有無が系統を分けるものではないとの判断が出たことから、両者を同一の科とする判断が広まった。その場合、これらをチリグモ科にまとめ、現Wikipedia英語版もこれに倣っている。しかし、日本では篩板の有無により重視する立場を取る研究者が多い。ここでは小野(2009)に従い、独立科としておく。彼は生殖器の構造等、それ以外の特徴でも両科を区別し得るとしている。また、近縁のものとしてナガイボグモ科が挙げられている。
独立科とした場合、この科には世界で3属20種ばかりが知られる。日本ではヒラタグモ属のヒラタグモのみが知られる。それ以外の種に関しては、チリグモ科の属種を参照のこと。
- Uroctea　ヒラタグモ属
  - U. compactilis　ヒラタグモ